# Enchantement
Pour le concept sociologique, voir Désenchantement du monde.
Au sens étroit, un enchantement est le fait de soumettre une personne ou une chose grâce à l'action de charmes, c'est-à-dire de formules incantatoires (chants, psalmodies, paroles magiques).
Une autre définition d'enchantement est le fait d'agir sur quelqu'un grâce à des opérations magiques (dont le charme), de sorte que la personne qui subit perde sa volonté et même son identité.
Au sens large, un enchantement est un ensorcellement, un envoûtement, un sortilège, bénéfique ou maléfique, qui a une durée indéterminée, qui n'est pas instantanée. On peut citer par exemple celui du Val sans Retour de la fée Morgane, qui empêchait ses amants infidèles y étant enfermés d'en sortir ou encore celui de Logres, défait par Lancelot du Lac. « Dès le XIIIe s., sans doute par l'intermédiaire du participe passé enchanté qui marque un état, 'enchantement' exprime surtout, et d'une manière vague mais suggestive, tout prestige magique, tout effet mystérieux provoqué par sorcellerie, toutes les merveilles de l'enchanteur ». Ainsi Pierre Le Loyer (Livres des spectres ou apparitions et visions d'esprits, anges et démons se montrant aux hommes, Paris, 1586, t. I, p. 257) écrit :« Il y a encore d'autres fascinations des yeux, que les Latins nomment « Prestiges »... Ces Prestiges charment et ensorcellent tellement nos yeux qu'il nous semblera voir des choses merveilleuses et qui excèdent nature, combien que ce ne soit rien qu'une tromperie du Diable... Notre vue en est un peu altérée et charmée... Que dirons-nous de ce que voient les enfants dans les miroirs (catoptromancie, divination par les miroirs) qui leur sont donnés par les Magiciens ? »
On parle encore d'enchantement pour décrire ou imaginer une action qui embellit une situation, une personne, un paysage. Une chose « enchantée » est sublimée, magnifiée, par exemple par des lumières ou des parfums.

## Étymologie et usage du mot
« Enchanter » vient du latin « incantare », qui signifie « chanter dans (un endroit), prononcer des formules magiques (contre quelqu'un ou sur quelque chose) », voire « soumettre à des enchantements, ensorceler ».
Au sens strict, enchanter consiste à soumettre quelqu'un ou quelque chose à une action magique, surnaturelle, grâce à une opération magique, qui est un « charme », un « chant ». Plus tard, l'opération magique a débordé le domaine du son linguistique ou vocal (musical) ou instrumental ou naturel. Le carmen est un chant magique, dont le modèle est le chant des sirènes chez Homère ou la musique d'Orphée.
Au Moyen Âge, l'incantation est l'acte de magie par excellence (Quatrième concile de Carthage). En 1159, Jean de Salisbury définit les incantateurs comme des magiciens qui influencent par le verbe (Incantatores quidem sunt qui artem verbus exercent) (Polycraticus, I, chap. 12).
Dans Huon de Bordeaux, le mot « enchanter » apparaît avec le sens de produire un effet merveilleux au moyen d'une incantation, soit au sens large d'exercer une action paralysante sur quelqu'un.

## Historique
Homère, dans l'Odyssée, XII, 29-58, a laissé un récit de l'enchantement opéré par les sirènes :
« Tu rencontreras d'abord les Sirènes qui charment tous les hommes qui les approchent ; mais il est perdu celui qui, par imprudence, écoute leur chant, et jamais sa femme et ses enfants ne le reverront dans sa demeure, et ne se réjouiront. Les Sirènes le charment par leur chant harmonieux, assises dans une prairie, autour d'un grand amas d'ossements d'hommes et de peaux en putréfaction. Navigue rapidement au delà, et bouche les oreilles de tes compagnons avec de la cire molle, de peur qu'aucun d'eux entende. Pour toi, écoute-les, si tu veux ; mais que tes compagnons te lient, à l'aide de cordes, dans la nef rapide, debout contre le mât, par les pieds et les mains, avant que tu écoutes avec une grande volupté la voix des Sirènes. Et, si tu pries tes compagnons, si tu leur ordonnes de te délier, qu'ils te chargent de plus de liens encore. »
Euripide, dans Les Bacchantes (vers 562), dit ceci d'Orphée :
« La cithare d'Orphée jadis, par ses accents, rassemblait et les arbres et les bêtes sauvages. »
Et le même Euripide, en 438 av. J.-C., dans Alceste (vers 357-362) :
« Ah ! si la voix mélodieuse d'Orphée m'était donnée pour enchanter de mes accents la fille de Déméter ou son époux, et t'enlever à l'Hadès, j'y descendrais. »
Les textes magiques grecs (Ier siècle av. J.-C.-Ve) contiennent de nombreux charmes, au sens strict (mots) ou large (gestes) :
« Charme pour attirer à soi quelqu'un, sur de la myrrhe qu'on fait brûler. En la faisant brûler sur des charbons, prononce de manière pressante la formule. Formule : 'Tu es la myrrhe, l'amère, la difficile, la réconciliatrice des combattants, celle qui fait brûler et contraint à aimer ceux qui ne se soumettent pas à Érôs...' » (Papyri Graecae Magicae, IV, 1496 ss.)
« Charme éternel pour attirer l'amour : Frotte ensemble de la bile de sanglier, du sel ammoniac, du miel de l'Attique et enduis ton gland. » (Papyri Graecae Magicae, VII, 191-192).
Le concept d'enchantement en général apparaît dans la thématique de la Forêt enchantée, qui fait partie du folklore médiéval.
Quand Max Weber ou Marcel Gauchet parlent de désenchantement du monde, ils évoquent le changement de perspective entre une explication du monde magique et une explication scientifique qui triomphe au XIXe siècle, et qui est la source du rationalisme.